# Дзерба
Дзѐрба (на италиански: Zerba, на местен диалект Zèrba) е село и община в северна Италия, провинция Пиаченца, регион Емилия-Романя. Разположено е на 906 m надморска височина. Населението на общината е 84 души (към 2013 г.).